# Szare bydło ukraińskie

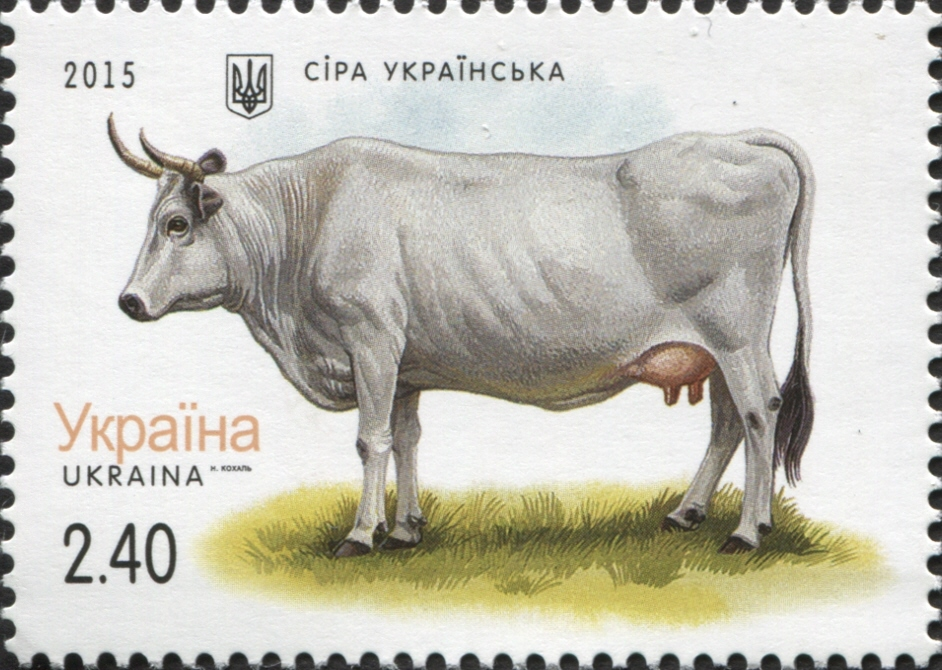
Znaczek pocztowy z wizerunkiem szarego bydła ukraińskiego (2015)

Szare bydło ukraińskie (ukr. сіра українська порода) – prymitywna rasa bydła domowego, pochodząca z ukraińskich stepów, rasa mięsno-mleczna zaliczana do stepowego bydła siwego lub podolskich ras bydła, razem z węgierskim bydłem stepowym czy włoską maremmaną.

## Nazwa

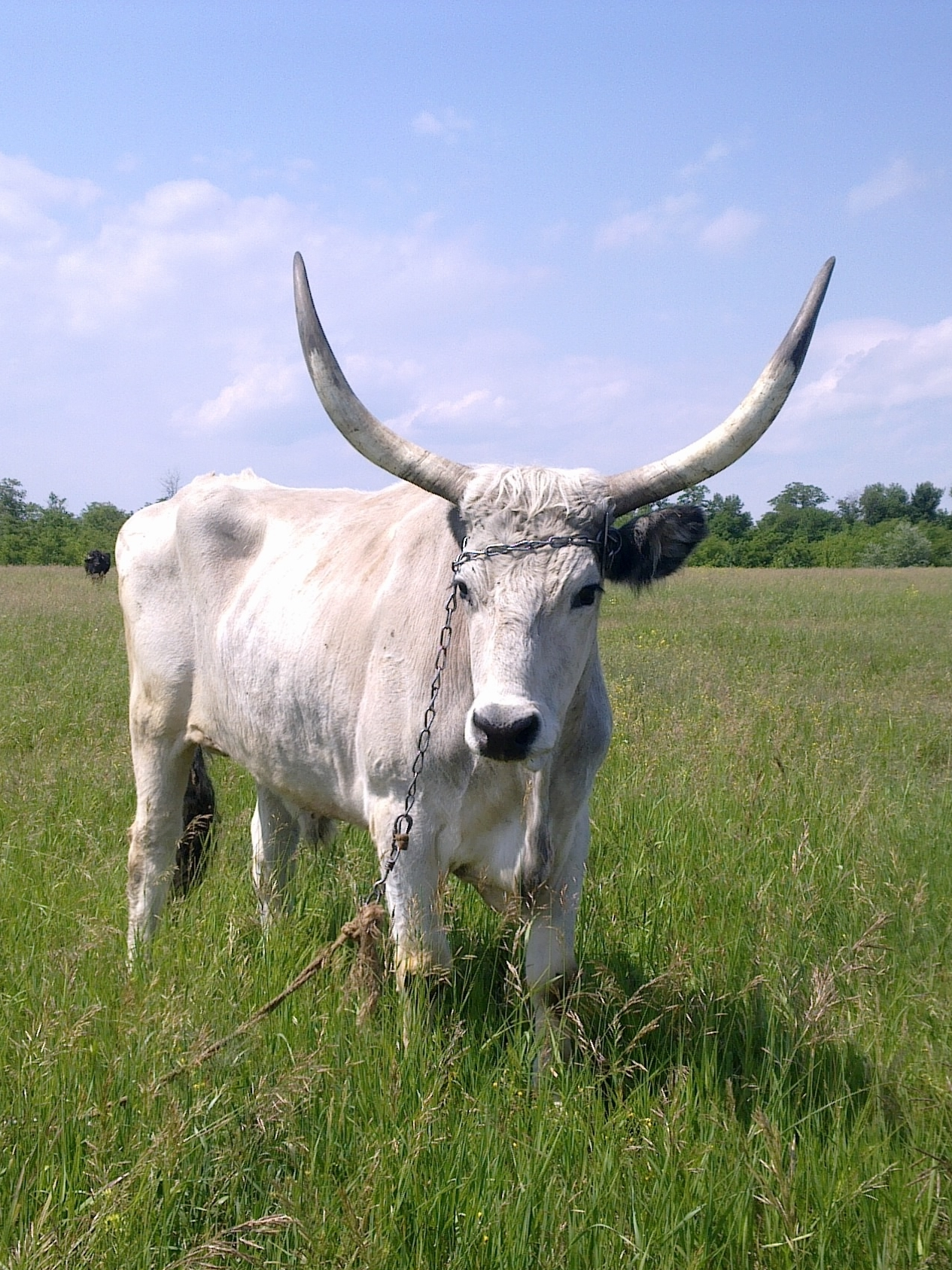
Szare bydło ukraińskie w skansenie (rezerwacie) „Kozackie Ziemie Ukrainy” w Weremijiwce (koło Irklijiwa – hromada Irklijiw, obecny rejon złotonoski, obwód czerkaski)

Szare bydło ukraińskie bywa nazywane po prostu bydłem szarym lub stepowym. W zależności od lokalizacji używano także nazw małoruskie, czerkaskie, czarnomorskie, połtawskie, huculskie, besarabskie czy podolskie. Historyczne tereny występowania szarego bydła ukraińskiego obejmowały cały step Europy Wschodniej – od Karpat i Besarabii po rzeki Kubań i Terek, od linii Woroneża na północy i Kaukazu Północnego na południu. Określenie bydło podolskie może być nieco mylące, ponieważ pierwotnie oznaczało ono generalnie szare bydło stepowe hodowane na Podolu. Obecnie zaś oznacza całą grupę ras wywodzących się od szarego bydła ukraińskiego. Może być też mylone z rasą podolica, hodowaną w południowych Włoszech, a pierwotnie sprowadzoną z podolskich stepów w trakcie wielkiej wędrówki ludów lub jeszcze wcześniej. Nazwa ukraińskie pojawia się w XIX/XX w.

## Opis

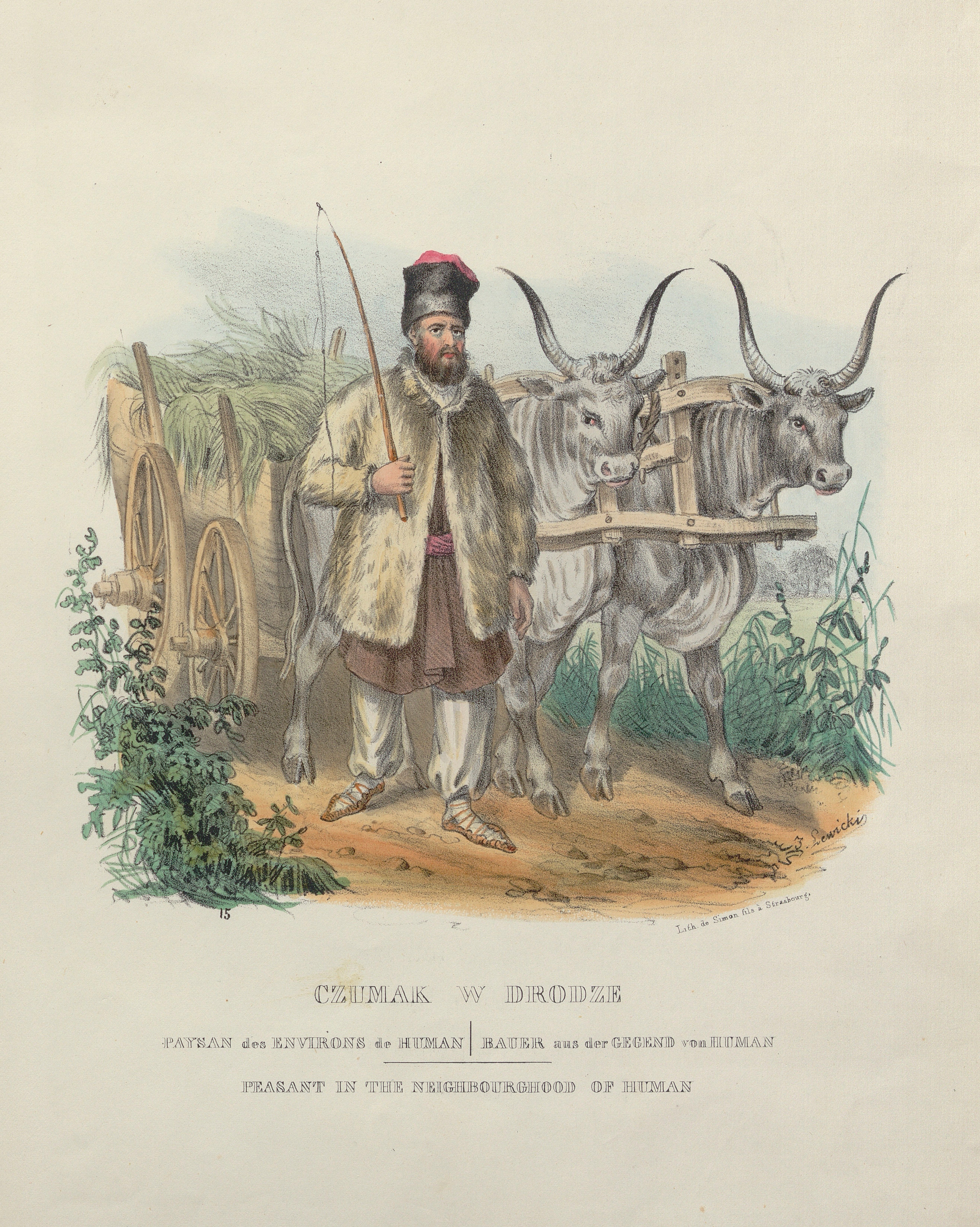
Jan Nepomucen Lewicki, Czumak w drodze (przed 1841 – okolice Humania – siwe woły z charakterystycznymi długimi rogami)

Szare bydło ukraińskie jest odporne, niewybredne, ma wyjątkowo dobre cechy użytkowe. Charakteryzuje się wysokimi wskaźnikami tuczu i uboju.
Rasa ma szare, eponimiczne, umaszczenie w trzech wariantach: białoszare, szare i czarnoszare, przy czym intensywność umaszczenia zmienia się sezonowo. Buhaje są znacznie ciemniejsze niż krowy. Szyja, mostek i kończyny byków mają ciemniejszy kolor. Cielęta do 2-2,5 miesiąca mają kolor czerwony lub rdzawy. Wiele zwierząt, zwłaszcza rozpłodowych, ma ciemne, charakterystyczne plamy wokół oczu. Charakterystyczne jest także czarne zabarwienie nosa. Czaszka z profilu wygięta hakowato. Rogi długie, u krów są dłuższe niż u byków – zwykle ok. 50 cm, ale bywają do metra długości, co odpowiada dawnym rycinom i wzorcowi rasy.
Jakość skór bydła ukraińskiego stała się legendarna. Zwierzęta są wysokie i grube, z wydłużonymi ciałami o mocnych kościach. Kłąb wysoki (do 150 cm). Mięśnie, zwłaszcza w części przedniej, dobrze rozwinięte. W XXI w., dzięki specjalnej hodowli, masa ciała dorosłych buhajów kształtuje się na poziomie 850–1100 kg, krów 470-740.

## Wykorzystanie
Rasa ogólnoużytkowa – użytkowana jako zwierzę mleczne, rzeźne oraz robocze. W czasach sowieckich często używana do krzyżowania z innymi rasami, co z jednej strony przyczyniło się do zmniejszenia populacji czystego rasowo bydła ukraińskiego, a z drugie dało początek nowym rasom hodowlanym: lebedyńska, czerwona stepowa, ukraiński simental, a także malakan.

## Geneza i historia

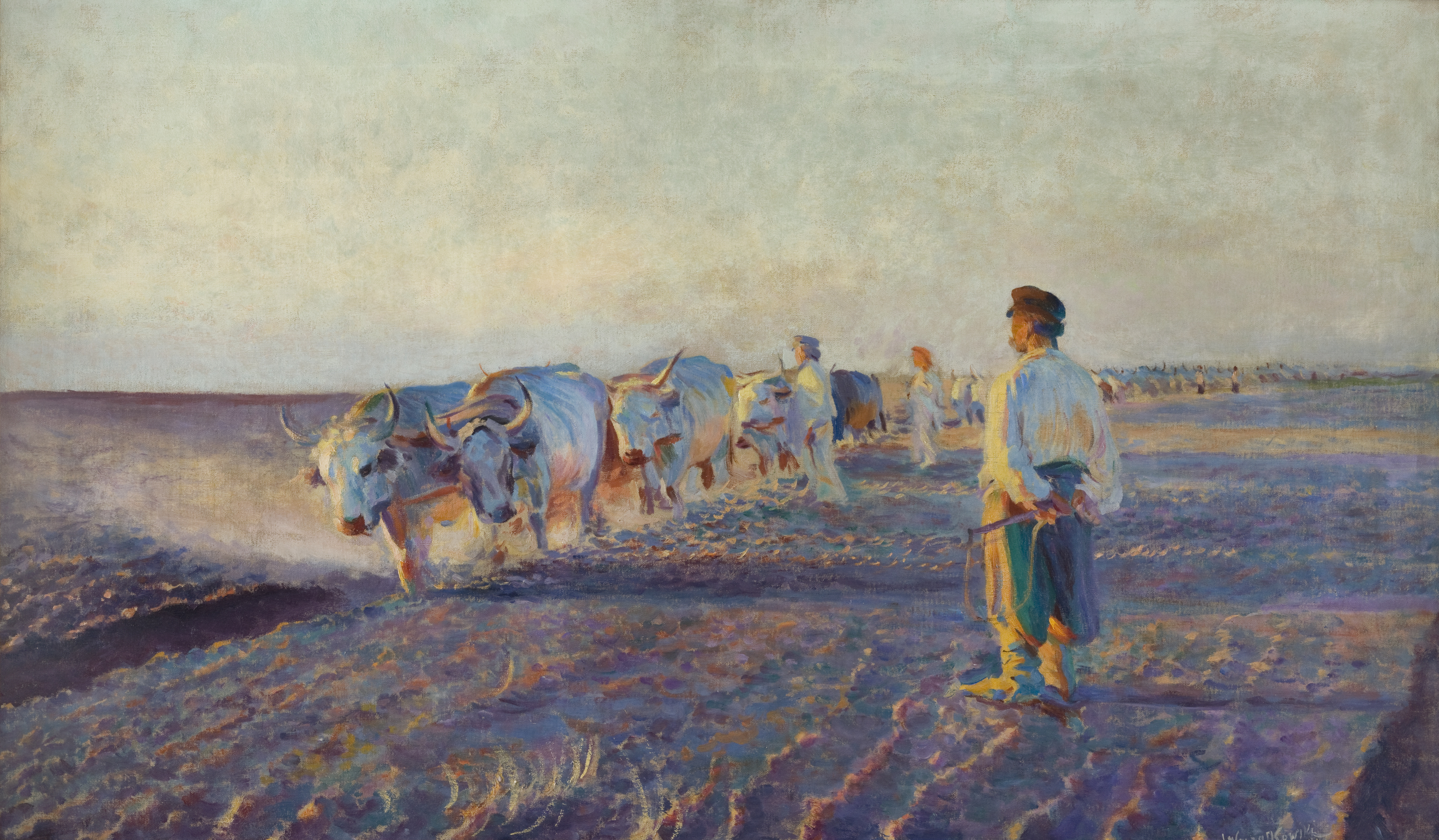
Leon Wyczółkowski, Orka na Ukrainie (1892)

Szare bydło ukraińskie uznaje się za żywy pomnik prehistorycznej kultury trypolskiej. To najbardziej pierwotna rasa należąca do grupy tzw. bydła podolskiego, którego nazwa pochodzi od miejsca – stepu podolskiego na Wyżynie Podolskiej, na którym nastąpiło udomowienie tura. Według cech czaszkowych jest zbliżona do typu Bos taurus primigenius, a jako produkt wielowiekowego doboru jest jedną z najstarszych ras, zachowujących unikalny zestaw cech feno- i genotypowych. Trudne warunki naturalne – gorące i suche lata, srogie zimy oraz stepy niszczone przez pożary – były podstawowym czynnikiem kształtowania się rasy szarego bydła ukraińskiego. Domestykacja, selekcja i hodowla zachowały przez tysiąclecia oryginalną pulę genową, niespotykaną u innych ras bydła. Badania sekwencji mikrosatelitarnych potwierdzają, że szare bydło ukraińskie jest rasą bardzo starą, podobnie jak niektóre inne spokrewnione rasy szarego bydła stepowego. Uchodzi za przodka bydła podolskiego.
Szare bydło, które hodowano na stepach dzisiejszej Ukrainy, stało się jednym z głównych towarów w eksporcie wewnętrznym i zagranicznym. Czumacy szczególnie preferowali silne i wytrzymałe zwierzęta o szarej maści z dużymi rogami.
Handel bydłem w dawnej Polsce na większą skalę rozwijał się od 2 poł. XV wieku, osiągając apogeum w XVI/XVII wieku. W tamtych czasach głównym dostawcą wołów były Podole, Wołyń, wschodnie połacie województwa ruskiego, Litwa, a także Mołdawia i Węgry. Szare bydło stepowe było pędzone na targi do Lwowa, Krakowa i Norymbergi ze względu na renomę swoich skór. Po drodze organizowano lokalne targi bydła. Od handlu wołami pochodzą na przykład takie nazwy, jak Wołosate czy Wołowiec w Bieszczadach i Beskidzie Niskim.
Szare bydło (siwe wołki) pojawiają się w wielu pieśniach ludowych, ukraińskich i polskich, np. Oj, hej, woły, szare, płowe, Pognała wołki na bukowinę, Pasała wołki na bukowinie, A kany som siwe wołki i innych. Nawiązują też do nich utwory stylizowane na folklor, np. Kolędy nasze ciche i troskliwe Ernesta Brylla. Woły ukraińskie stały się także częścią przypowieści w opowiadaniu Woły Aleksandra Świętochowskiego.
Do początku XX wieku bydło szare było główną rasą bydła na Ukrainie. Te odporne, mało wymagające zwierzęta, dobrze przystosowane do środowiska stepowego, używane były jako zwierzęta pociągowe. Woły podolskie cieszyły się szczególną renomą ze względu na siłę i wytrzymałość, gdyż tylko one dawały radę orać dziewicze czarnoziemy pierwotnego stepu. Kiedy w XIX wieku w rolnictwie ciężkie konie zaczęły zastępować woły, rasa zaczęła podupadać, także w wyniku reformy rolnej z 1861 roku, która doprowadziła do przekształcania pastwisk stepowych w pola orne. Księga hodowlana została założona w 1909 roku, kiedy to ostatecznie ukształtowała się rasa szarego bydła ukraińskiego, ale jednocześnie jej populacja zaczęła spadać. Dane ze spisu z 1863 roku mówią o ponad 20 milionach krów szarego bydła stepowego. Wspomniane wcześniej czynniki: zastąpienie wołów końmi, ograniczanie obszaru pastwisk, krzyżowanie z innymi rasami, a także wprowadzanie bardziej produktywnych ras, spowodowały spadek liczebności szarego bydła ukraińskiego. Na początku XX wieku populacja liczyła 5,8 miliona sztuk, w 1916 roku – 2,8 miliona, w 1939 – 1,1 miliona, w 2021 – 954 sztuk, w tym 351 krów.
Program ochrony rozpoczęto w latach 60. XX wieku, kiedy utworzono dwa stada ochronne, jedno w Poływaniwce w obwodzie dniepropetrowskim, a drugie w Askanii Nowej w obwodzie chersońskim. W 1982 r. małe stado liczące 125 zwierząt zostało przeniesione z Askanii Nowej do Czergi w rejonie szebalińskim Republiki Ałtaju.
Mimo wysiłków na rzecz zachowania omawianej rasy bydła jest ona zagrożona wyginięciem.
Szare bydło ukraińskie znajduje się w katalogu Arka Smaku Slow Food.